# Kalutara (Distrikt)
Koordinaten: 6° 35′ N, 79° 58′ O
Kalutara (singhalesisch කඵතර දිස්ත්‍රික්කය kalutara distrikkaya; Tamil களுத்துறை மாவட்டம் Kaḷuttuṟai māvaṭṭam) ist ein Distrikt in der Westprovinz in Sri Lanka. Der Hauptort ist Kalutara.

## Geografie
Der Distrikt Kalutara liegt an der Westküste Sri Lankas am Golf von Mannar und gehört zur Westprovinz. Nachbardistrikte sind Colombo im Norden, Ratnapura im Osten, Galle im Süden und der Golf von Mannar im Westen.
Der Distrikt Kalutara hat eine Fläche von 1598 Quadratkilometern (davon 1576 Quadratkilometer Land und 22 Quadratkilometer Binnengewässer). Damit ist er der flächenmäßig sechstkleinste Distrikt Sri Lankas.

## Bevölkerung
Nach der Volkszählung 2012 hat der Distrikt Kalutara 1.221.948 Einwohner. Mit 775 Einwohnern pro Quadratkilometer liegt die Bevölkerungsdichte deutlich über dem Durchschnitt Sri Lankas (325 Einwohner pro Quadratkilometer). Von den Bewohnern waren 591.284 (48,39 %) männlichen und 630.664 (51,61 %) weiblichen Geschlechts. Die Bevölkerung ist ausgesprochen jung. Dies verdeutlicht ein Blick auf die Altersverteilung.
| Alter  | 0–9 Jahre | 10–19 Jahre | 20–29 Jahre | 30–39 Jahre | 40–49 Jahre | 50–59 Jahre | 60–79 Jahre | 80 Jahre und mehr |
| Anzahl | 203.274   | 184.555     | 175.126     | 189.589     | 160.921     | 135.030     | 152.556     | 20.897            |
| Anteil | 16,64 %   | 15,10 %     | 14,33 %     | 15,52 %     | 13,17 %     | 11,05 %     | 12,48 %     | 1,71 %            |

### Bevölkerung des Distrikts nach Volksgruppen
Die Singhalesen stellen über 85 % der Gesamteinwohnerschaft. In vier der vierzehn Divisions gibt es keine nennenswerten Minderheiten.
Singhalesen
Die große Mehrheit der Einwohner des Distrikts Kalutara sind Singhalesen. Sie stellen in sämtlichen Divisions die Bevölkerungsmehrheit. Ihr Anteil bewegt sich zwischen 64,18 % in Beruwala und 97,86 % in Horana.
Moors
Daneben gibt es eine Minderheit von Moors oder tamilischsprachigen Muslimen. Sie bilden große Minderheitengruppen in den Divisions Beruwala (34,59 %), Panadura (14,12 %) und Bandaragama (11,11 %), wo sie jeweils die Zehnprozentmarke übertreffen. Ihr Anteil bewegt sich zwischen jeweils 0,02 % in Madurawala und Walallawita und 34,59 % in Beruwala.
Indische Tamilen
Die indischstämmigen Tamilen sind eine kleine Minderheit. Ihr Anteil überschreitet die Fünf-Prozent-Marke nur in den Divisions Ingiriya (7,66 %), Madurawala (6,83 %), Dodangoda (5,71 %) und Bulathsinhala (5,16 %). In den Küstengebieten gibt es fast keine indischen Tamilen.
Sri-Lankische Tamilen
Die sri-lankischen Tamilen stellen nur die viertstärkste Bevölkerungsgruppe. Ihr Anteil überschreitet die Fünfprozentmarke nur in den Divisions Mathugama (6,38 %), Bulathsinhala (6,37 %) und Dodangoda (5,53 %). Nur in fünf der vierzehn Divisions überhaupt gibt es nennenswerte Anteile an sri-lankischen Tamilen.
| Jahr                                                    | Singhalesen1 | Singhalesen1 | Sri-Lanka-Tamilen2 | Sri-Lanka-Tamilen2 | Tamilen2 | Tamilen2 | Moors3  | Moors3 | Burgher | Burgher | Malaien | Malaien | Andere4 | Andere4 | Total     | Total    |
| Jahr                                                    | No.          | %            | No.                | %                  | No.      | %        | No.     | %      | No.     | %       | No.     | %       | No.     | %       | No.       | %        |
| ------------------------------------------------------- | ------------ | ------------ | ------------------ | ------------------ | -------- | -------- | ------- | ------ | ------- | ------- | ------- | ------- | ------- | ------- | --------- | -------- |
| 1981                                                    | 723.483      | 87,20 %      | 9.744              | 1,17 %             | 33.659   | 4,06 %   | 61.159  | 7,37 % | 431     | 0,05 %  | 762     | 0,09 %  | 466     | 0,06 %  | 829.704   | 100,00 % |
| 2001                                                    | 928.914      | 87,12 %      | 12.665             | 1,19 %             | 28.895   | 2,71 %   | 93.293  | 8,75 % | 836     | 0,08 %  | 973     | 0,09 %  | 663     | 0,06 %  | 1.066.239 | 100,00 % |
| 2012                                                    | 1.060.107    | 86,76 %      | 23.035             | 1,89 %             | 23.217   | 1,90 %   | 113.320 | 9,27 % | 1.188   | 0,10 %  | 689     | 0,06 %  | 392     | 0,03 %  | 1.221.948 | 100,00 % |
| Quelle: Volkszählungen in Sri Lanka 1981, 2001 und 2012 |              |              |                    |                    |          |          |         |        |         |         |         |         |         |         |           |          |

1 Tiefland- und Kandy-Singhalesen zusammen2 Sri-Lanka-Tamilen und indische Tamilen separat 3 nur sri-lankische Moors4 davon 2001 238 Sri Lanka Chetties und 22 Bharathas; 2012 36 Sri Lanka Chetties und 43 Bharathas 

### Bevölkerung des Distrikts nach Bekenntnissen
Nur in vier westlichen Divisions sind Muslime und Christen anzutreffen. Im Hinterland gibt es vereinzelt kleinere Gruppen von Hindus. Insgesamt spiegelt die Verteilung der Glaubensbekenntnisse die ethnischen Verhältnisse wider. Fast alle singhalesischen Einwohner Anuradhapuras hängen dem Buddhismus an, während die Moors und Malaien sich allesamt zum Islam bekennen. Das Christentum, dem eine Minderheit der Tamilen, Singhalesen und die Burgher angehören und der Hinduismus (Mehrheit der Tamilen) sind nur kleine Minderheitenreligionen.
| Jahr                                                    | Buddhisten | Buddhisten | Hindus | Hindus | Muslime | Muslime | Katholiken | Katholiken | andere Christen | andere Christen | Andere | Andere | Total     | Total    |
| Jahr                                                    | No.        | %          | No.    | %      | No.     | %       | No.        | %          | No.             | %               | No.    | %      | No.       | %        |
| ------------------------------------------------------- | ---------- | ---------- | ------ | ------ | ------- | ------- | ---------- | ---------- | --------------- | --------------- | ------ | ------ | --------- | -------- |
| 1981                                                    | 699.613    | 84,32 %    | 37.035 | 4,46 % | 62.659  | 7,55 %  | 27.697     | 3,34 %     | 2.424           | 0,29 %          | 276    | 0,03 % | 829.704   | 100,00 % |
| 2001                                                    | 883.968    | 82,91 %    | 34.678 | 3,25 % | 105.957 | 9,94 %  | 36.176     | 3,39 %     | 5.038           | 0,47 %          | 422    | 0,04 % | 1.066.239 | 100,00 % |
| 2012                                                    | 1.018.909  | 83,38 %    | 39.541 | 3,24 % | 114.556 | 9,37 %  | 39.774     | 3,25 %     | 8.956           | 0,73 %          | 212    | 0,02 % | 1.221.948 | 100,00 % |
| Quelle: Volkszählungen in Sri Lanka 1981, 2001 und 2012 |            |            |        |        |         |         |            |            |                 |                 |        |        |           |          |

### Bevölkerungsentwicklung
Die Bevölkerung des Distrikts wächst stark. Im Zeitraum von 2001 bis 2012 (den beiden letzten Volkszählungsjahren) betrug der Zuwachs 155.709 Menschen. Dies ist ein Wachstum von 14,60 %. Seit der Unabhängigkeit ist die Bevölkerungszahl um rund 150 % gestiegen.

### Bedeutende Orte
Ein weiterer großer Ort ist Keselwatte.

## Verwaltung
Der Vorsteher des Distrikts trägt den Titel District Secretary. Der Distrikt ist weiter in dreizehn Divisionen (unter einem Division Secretary) unterteilt. Die Städte und größeren Orte haben eine eigene Verwaltung (Gemeindeparlament oder Gemeinderat). Es gibt 762 Dorfverwaltungen (Grama Niladharis;GN) für die 2514 Dörfer im gesamten Distrikt.
| Name              | Hauptort      | Einwohner 2012 | Fläche in km² | Dichte | GN  | Dörfer |
| ----------------- | ------------- | -------------- | ------------- | ------ | --- | ------ |
| Agalawatta        | Agalawatta    | 36.669         | 75,0          | 489    | 34  | 129    |
| Bandaragama       | Bandaragama   | 109.236        | 56,93         | 1.919  | 59  | 127    |
| Beruwala          | Beruwala      | 164.969        | 73,0          | 2.260  | 82  | 226    |
| Bulathsinhala     | Bulathsinhala | 64.600         | 207,64        | 311    | 54  | 334    |
| Dodangoda         | Dodangoda     | 63.960         | 107,00        | 598    | 45  | 235    |
| Horana            | Horana        | 113.364        | 107,12        | 1.058  | 61  | 203    |
| Ingiriya          | Ingiriya      | 53.896         | 92,04         | 586    | 31  | 100    |
| Kalutara          | Kalutara      | 159.697        | 71,7          | 2.227  | 87  | 211    |
| Madurawela        | Madurawela    | 34.381         | 62,74         | 548    | 33  | 120    |
| Matugama          | Matugama      | 81.286         | 134,1         | 606    | 57  | 284    |
| Millaniya         | Millaniya     | 52.176         | 76,07         | 686    | 44  | 80     |
| Palindanuwara     | Baduraliya    | 50.801         | 286,30        | 177    | 43  | 144    |
| Panadura          | Panadura      | 182.285        | 47,86         | 3.809  | 72  | 64     |
| Walallawita       | Walallawita   | 54.628         | 210,1         | 260    | 60  | 257    |
| Distrikt Kalutara | Kalutara      | 1.221.948      | 1.607,6       | 760    | 762 | 2.514  |